# Carolina Tejera
Carolina Tejera född 14 oktober 1976 i Caracas, Venezuela venezuelansk skådespelare.

## Filmografi (i urval)
- 1999 - Muchacho Solitario
- 2001 - Carissima
- 2002 - Gata Salvaje
- 2003 - La Mujer de Lorenzo
- 2004 - Inocente de Ti